# تویوتا پرمیو

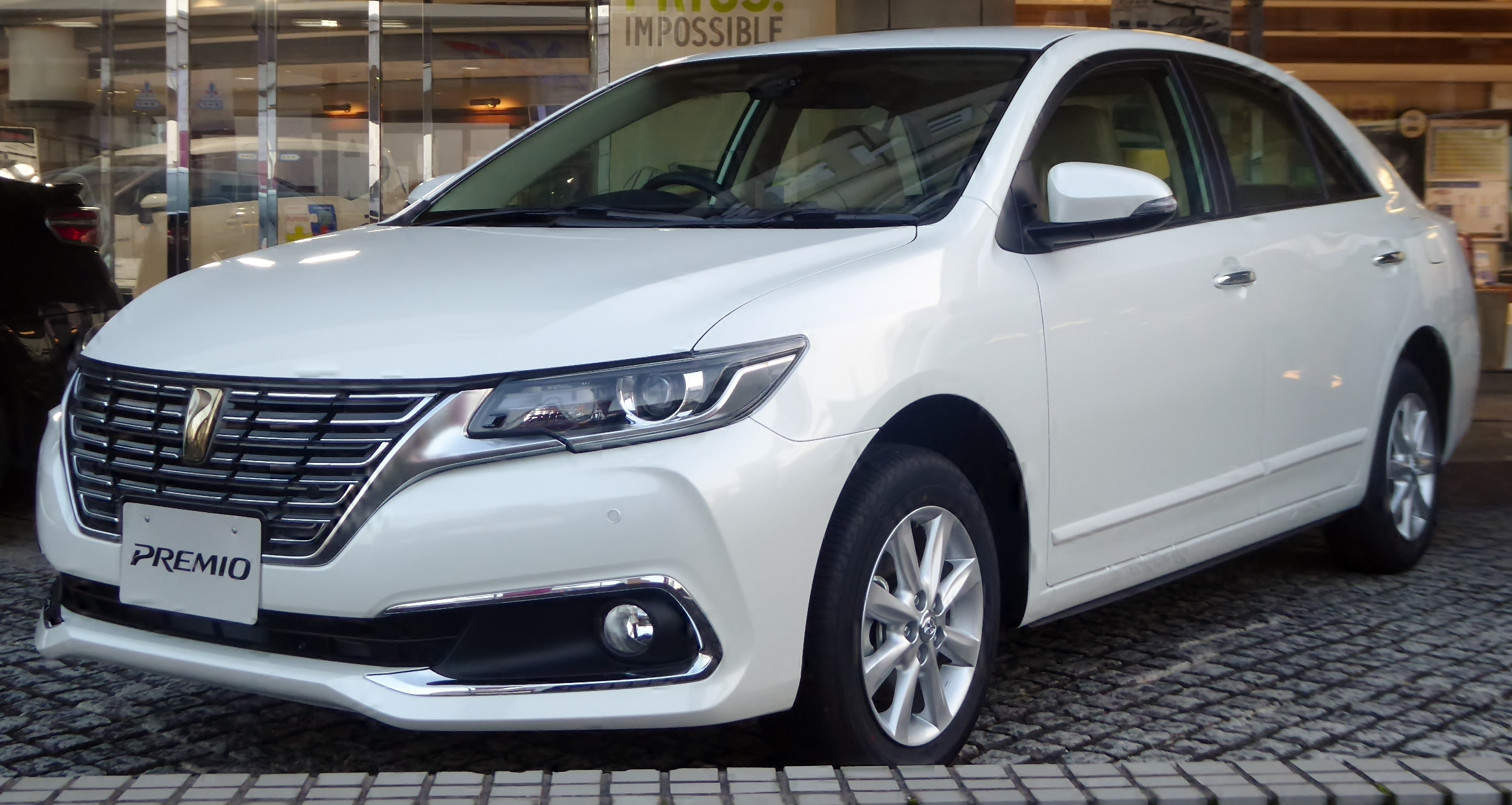

تویوتا پرمیو (Toyota Premio) خودرویی است که در سال‌های ۲۰۰۱ تاکنون تولید شده‌است. طراحی آن خودروهای موتور جلو-محور جلو، خودروهای موتور جلو-چهار چرخ متحرک بوده طول آن در حالت طبیعی ۴٬۶۰۰ میلیمتر (۱۸۱٫۱ اینچ)، عرض آن در حالت طبیعی ۱٬۶۹۵ میلیمتر (۶۶٫۷ اینچ) و ارتفاع آن در حالت طبیعی ۱٬۴۷۰ میلیمتر (۵۷٫۹ اینچ) و وزن آن در حالت طبیعی ۱٬۱۴۰ کیلوگرم (۲٬۵۱۰ پوند) است. سیستم جعبه‌دندهٔ آن ۴ دنده به صورت خودکار است.

## نگارخانه

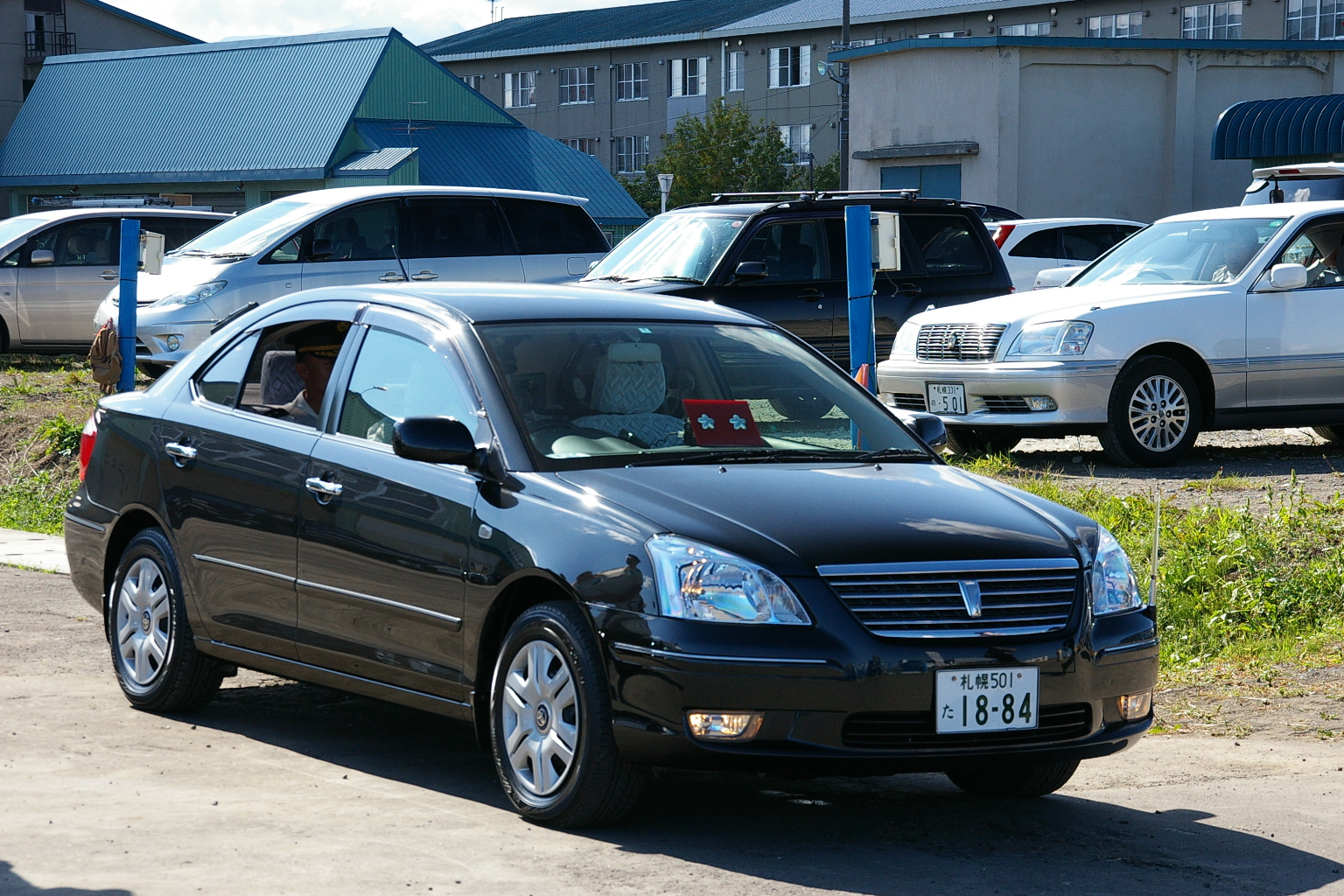
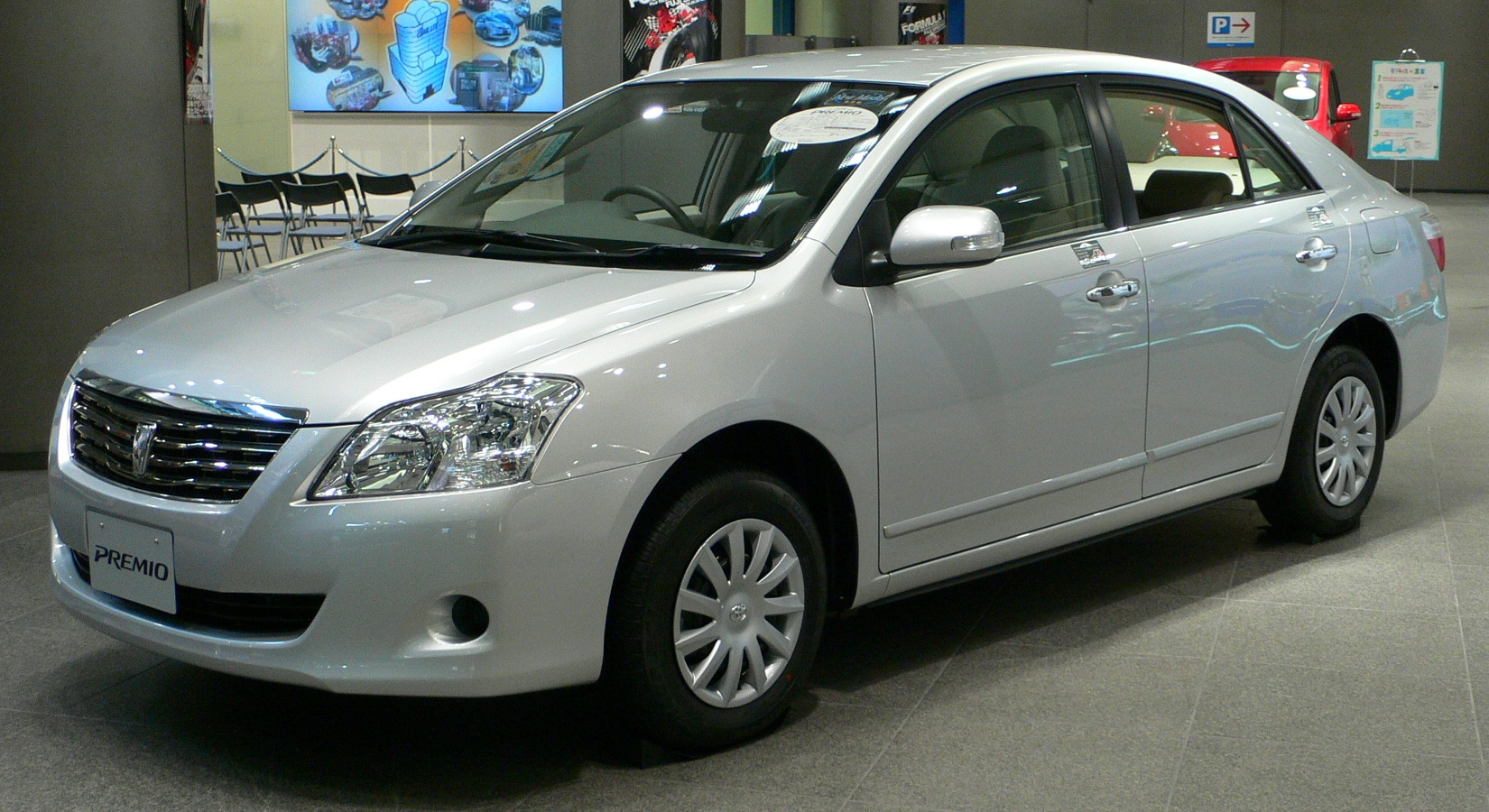
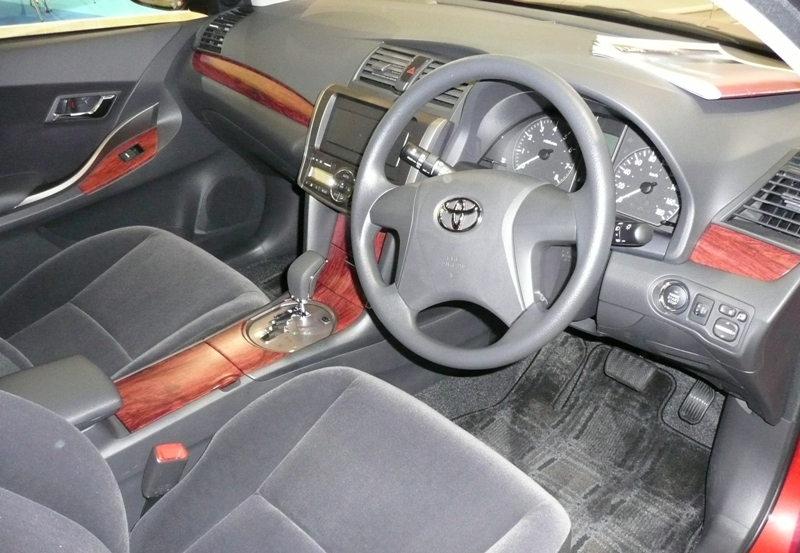